# John L. La Monte
John L. La Monte (ur. 1902 w Columbus w Ohio, zm. 2 października 1949 w Filadelfii) – amerykański historyk, mediewista. 
Zajmował się historią wypraw krzyżowych. Jego publikacje doprowadziły do zmiany postrzegania krucjat i zainicjowały nowe kierunki badań nad tym okresem. 

## Wybrane publikacje
- Feudal monarchy in the Latin kingdom of Jerusalem 1100 to 1291, Cambridge, Mass: The Mediaeval academy of America 1932 (wyd. 2 - New York: Kraus Reprint 1970).
- The wars of Frederick II against the Ibelins in Syria and Cyprus, by Philip de Novare, translated, with notes and introduction, by John L. La Monte, with verse translation of the poems by Merton Jerome Hubert, New York: Columbia University Press 1936.
- The crusade of Richard Lion-Heart, by Ambroise, translated from the Old French by Merton Jerome Hubert, with notes and documentation by John L. La Montem, New York: Columbia University Press 1941.
- The world of the Middle Ages; a reorientation of medieval history, New York: Appleton-Century-Crofts 1949.

## Publikacje w języku polskim
- Monarchia feudalna w łacińskim Królestwie Jerozolimskim w latach 1100-1291, Oświęcim: Wydawnictwo Napoleon V 2015, ISBN 978-83-7889-452-0